# Гольдісталь
Гольдісталь (нім. Goldisthal) — громада в Німеччині, розташована в землі Тюрингія. Входить до складу району Зоннеберг.
Площа — 19,45 км2. Населення становить 358 ос. (станом на 31 грудня 2021).